# Христо Киряков
Христо Киряков Поппетров (изписване до 1945 година: Христо Киряковъ попъ Петровъ), известен като Кирияка или Киряка, е български революционер, деец на Вътрешната македоно-одринска революционна организация.

## Биография
Христо Киряков е роден през 1882 година в костурското село Чурилово, тогава в Османската империя, днес в Гърция. Работи като гурбетчия в Цариград и там е привлечен към ВМОРО от членовете на Цариградския революционен комитет. В началото на 1902 година се връща в Чурилово и действа като десетник на Организацията, като посреща и изпраща районната чета, пренася оръжие и участва във въоръжени акции. Участва в Илинденско-Преображенското въстание през лятото на 1903 година с центровата чета, като се сражава във всички акции в Костурско – превземането на Клисура, превземането на Невеска, сражението за Върбица при Кайнак над Бъмбоки. Оттегля се с отряда на Иван Попов на 15 септември и участва в сражението при Чанище, при Влашките колиби на Каймакчалан, при Вич.
В 1904 година при общата амнистия се легализира, но тъй като е малтретиран от властите, скоро забягва в Свободна България. В 1905 година навлиза в Македония с четата на Кузо Попдинов. Заедно с нея се сражава с гръцки андарти при Прекопана и с османска войска при Габреш. В 1906 година отново се оттегля в България.
Участва в Балканската и в Първата световна война с Пети артилерийски полк.
На 25 март 1943 година, като жител на Варна, подава молба за българска народна пенсия, която е одобрена и пенсията е отпусната от Министерския съвет на Царство България.